# Jean-Marc Bosman
Jean-Marc Bosman (født 30. oktober 1964) er en tidligere belgisk fodboldspiller, der har lagt navn til Bosmandommen. Før retssagen spillede Bosman for de belgiske første divisions-klubber Standard de Liège og RFC Liège og opnåede 20 ungdomslandskampe for Belgien. Mens retssagen stod på, spillede Bosman kortvarigt i de lavere franske rækker og på øen Réunion i det Indiske Ocean.
Jean-Marc Bosman modtog i 1996 Knud Lundberg Prisen, der tildeles 'en person, der har gjort en ekstraordinær indsats for at fremme fodboldens fornemste værdier ud over kamp og konkurrence - nemlig leg og fairness' .

## References
1. ↑  "The Bosman Case, EU law and the transfer system". Arkiveret fra originalen 28. oktober 2012. Hentet 5. september 2013.
2. ↑  "EUR-Lex 61993J0415 DA".
3. ↑  "The Drama of Jean-Marc Bosman". Kopi af interview fra The Observer. 2006-01-08. Hentet 2013-09-05.
4. ↑  "Lundbergprisen til Kim Milton". Arkiveret fra originalen 27. oktober 2007. Hentet 5. september 2013.
5. ↑  "Milton får Lundbergs Pris".